# Promozione Puglia 1973-1974
Nella stagione 1973-1974 la Promozione era il quinto livello del calcio italiano (il massimo livello regionale). Qui vi sono le statistiche relative al campionato in Puglia.
Il campionato è strutturato in vari gironi all'italiana su base regionale, gestiti dai Comitati Regionali di competenza. Promozioni alla categoria superiore e retrocessioni in quella inferiore non erano sempre omogenee; erano quantificate all'inizio del campionato dal Comitato Regionale secondo le direttive stabilite dalla Lega Nazionale Dilettanti, ma flessibili, in relazione al numero delle società retrocesse dal Campionato Interregionale e perciò, a seconda delle varie situazioni regionali, la fine del campionato poteva avere degli spareggi sia di promozione che di retrocessione.

## Girone A

### Squadre partecipanti
| Club                         | Città                  |
| ---------------------------- | ---------------------- |
| U.S. Audace Cerignola        | Cerignola (FG)         |
| F.C. AVIS Edilsport Altamura | Altamura (BA)          |
| A.S. Bisceglie               | Bisceglie (BA)         |
| S.S. Circito Cassano         | Cassano Murge (BA)     |
| A.S. Castellana              | Castellana Grotte (BA) |
| U.S. Corato                  | Corato (BA)            |
| U.S. Giovinazzo              | Giovinazzo (BA)        |
| S.S. Grumese-Europa          | Grumo Appula (BA)      |
| A.S. Liberty Palo            | Palo del Colle (BA)    |
| A.C. Modugnese               | Modugno (BA)           |
| Molfetta Sportiva            | Molfetta (BA)          |
| Pol. Noci                    | Noci (BA)              |
| U.S. Noicattaro              | Noicattaro (BA)        |
| A.S. Ortanova                | Orta Nova (BA)         |
| A.S. Ruvo                    | Ruvo di Puglia (BA)    |
| U.S. San Severo              | San Severo (FG)        |

### Classifica finale
|  | Pos. | Squadra          | Pt  | G   | V   | N   | P   | GF  | GS  | DR  |
|  | ---- | ---------------- | --- | --- | --- | --- | --- | --- | --- | --- |
|  | 1.   | Audace Cerignola | 43  | 30  | 18  | 7   | 5   | 46  | 25  | +21 |
|  | 2.   | Molfetta         | 40  | 30  | 15  | 10  | 5   | 42  | 18  | +24 |
|  | 3.   | Bisceglie        | 37  | 30  | 12  | 13  | 5   | 31  | 25  | +6  |
|  | 4.   | Noicattaro       | 36  | 30  | 13  | 10  | 7   | 42  | 25  | +17 |
|  | 5.   | Noci             | 34  | 30  | 10  | 14  | 6   | 31  | 24  | +7  |
|  | 6.   | Castellana       | 33  | 30  | 14  | 5   | 11  | 32  | 29  | +3  |
|  | 7.   | Ortanova         | 32  | 30  | 10  | 12  | 8   | 26  | 22  | +4  |
|  | 8.   | Liberty Palo     | 32  | 30  | 11  | 10  | 9   | 35  | 36  | -1  |
|  | 9.   | Giovinazzo       | 30  | 30  | 9   | 12  | 9   | 32  | 35  | -3  |
|  | 10.  | San Severo       | 26  | 30  | 9   | 8   | 13  | 44  | 48  | -4  |
|  | 11.  | Ruvo             | 25  | 30  | 7   | 11  | 12  | 24  | 32  | -8  |
|  | 12.  | Circito Cassano  | 25  | 30  | 9   | 7   | 14  | 29  | 42  | -13 |
|  | 13.  | Corato           | 26  | 30  | 9   | 8   | 13  | 33  | 40  | -7  |
|  | 14.  | Grumese-Europa   | 22  | 30  | 8   | 6   | 16  | 29  | 38  | -9  |
|  | 15.  | Modugnese        | 21  | 30  | 5   | 11  | 14  | 22  | 43  | -21 |
|  | 16.  | Altamura         | 18  | 30  | 4   | 10  | 16  | 21  | 38  | -17 |
|  |      |                  | 480 | 480 | 162 | 156 | 162 | 516 | 516 | 0   |

Legenda:

         Promosso in Serie D 1974-1975.
         Retrocesso in Prima Categoria 1974-1975.
Note:
Due punti a vittoria, uno a pareggio, zero a sconfitta.

## Girone B

### Squadre partecipanti
| Club                     | Città                     |
| ------------------------ | ------------------------- |
| U.S. Antonio Toma Maglie | Maglie (LE)               |
| U.S. Calimera            | Calimera (LE)             |
| U.S. Carmiano            | Carmiano (LE)             |
| Pol. Castellaneta        | Castellaneta (TA)         |
| S.S. Francavilla         | Francavilla Fontana (BR)  |
| U.S. Gallipoli           | Gallipoli (LE)            |
| A.S. Ginosa              | Ginosa (TA)               |
| A.C. Massafra            | Massafra (TA)             |
| U.S. Novoli              | Novoli (LE)               |
| A.S. Ostuni              | Ostuni (BR)               |
| Pol. San Cesario         | San Cesario di Lecce (LE) |
| Pol. San Pietro          | San Pietro Vernotico (BR) |
| U.S. Poggiardo           | Poggiardo (LE)            |
| U.S. Squinzano           | Squinzano (LE)            |
| U.S. Tricase             | Tricase (LE)              |
| Pol. Virtus Casarano     | Casarano (LE)             |

### Classifica finale
|  | Pos. | Squadra              | Pt  | G   | V   | N   | P   | GF  | GS  | DR  |
|  | ---- | -------------------- | --- | --- | --- | --- | --- | --- | --- | --- |
|  | 1.   | Gallipoli            | 46  | 30  | 18  | 10  | 2   | 40  | 12  | +28 |
|  | 2.   | Casarano             | 46  | 30  | 19  | 8   | 3   | 58  | 23  | +35 |
|  | 3.   | Toma Maglie          | 41  | 30  | 18  | 5   | 7   | 35  | 18  | +17 |
|  | 4.   | Ginosa               | 35  | 30  | 11  | 13  | 6   | 30  | 24  | +6  |
|  | 5.   | Tricase              | 31  | 30  | 9   | 13  | 8   | 30  | 25  | +5  |
|  | 6.   | Squinzano            | 31  | 30  | 11  | 9   | 10  | 35  | 27  | +8  |
|  | 7.   | Castellaneta         | 30  | 30  | 11  | 8   | 11  | 26  | 37  | -11 |
|  | 8.   | Carmiano             | 28  | 30  | 12  | 4   | 14  | 40  | 41  | -1  |
|  | 9.   | Poggiardo            | 27  | 30  | 8   | 11  | 11  | 34  | 40  | -6  |
|  | 10.  | Massafra             | 28  | 30  | 10  | 8   | 12  | 34  | 34  | 0   |
|  | 11.  | Novoli               | 26  | 30  | 8   | 10  | 12  | 28  | 34  | -6  |
|  | 12.  | San Cesario di Lecce | 25  | 30  | 7   | 11  | 12  | 19  | 39  | -20 |
|  | 13.  | Calimera             | 24  | 30  | 7   | 10  | 13  | 25  | 33  | -8  |
|  | 14.  | Francavilla          | 23  | 30  | 6   | 11  | 13  | 25  | 37  | -12 |
|  | 15.  | San Pietro Vernotico | 21  | 30  | 8   | 5   | 17  | 22  | 33  | -11 |
|  | 16.  | Ostuni               | 18  | 30  | 5   | 8   | 17  | 18  | 42  | 24  |
|  |      |                      | 476 | 476 | 166 | 144 | 166 | 495 | 495 | 0   |

Legenda:

         Promosso in Serie D 1974-1975.
         Retrocesso in Prima Categoria 1974-1975.
Note:
Due punti a vittoria, uno a pareggio, zero a sconfitta.
Il Gallipoli è stato promosso in Serie D dopo aver vinto lo spareggio contro l'ex aequo V. Casarano.
Non sono documentati due incontri di recupero.

### Spareggio promozione
|           | Risultati |                 | Luogo e data          |
| --------- | --------- | --------------- | --------------------- |
| Gallipoli | 1-0 (dts) | Virtus Casarano | Lecce, 23 maggio 1974 |
|           |           |                 |                       |